# 内海フォレストパーク
内海フォレストパーク（うつみフォレストパーク）は、かつて愛知県知多郡南知多町に存在した、名古屋鉄道が運営していたテーマパークである。
園内にオルゴール博物館「南知多オルゴール博物館」を併設していた。

## 概要
1980年（昭和55年）の名鉄知多新線の全線開通に伴う沿線開発の一環として、1982年（昭和57年）10月2日に開園した。終着駅である内海駅から師崎港方向へ南下した、知多半島最高峰の高峯山（標高128m）山頂一帯にあり、園内へのロープウェイ「内海ゴンドラ」は知多乗合が運営していた。内海海岸から園内までロープウェイで一気に登頂すると、伊勢・三河の海と太平洋を見渡せた。
アウトドア主体のレジャー施設であり、芝生広場、アスレチック、アーチェリー、パターゴルフなどの遊技場が置かれていた。

## 閉園へ
しかし、1999年（平成11年）3月期末決算で名鉄は鉄道以外の部門で不採算が拡大し、阿久比スポーツ村と合わせて同年8月中の閉鎖を検討すると発表した。その際には当園の運営は維持された。
その後、2002年（平成14年）9月に2003年（平成15年）3月期の中間決算上の特別損失計上により、上場以来初の無配となる事態が発生。翌2003年（平成15年）1月に期末配当の無配が確定したことが契機となり、名鉄は経営合理化策を発表。その結果、採算改善が見込めないとして日本ライン観光等と合わせて事業廃止対象となり、2003年（平成15年）11月3日（文化の日）に閉園された。
経営合理化策の発表までは、南知多ビーチランドやリトルワールドなど名鉄グループの他のレジャー施設も廃止やグループ外への売却を検討していたとされるが、両施設は名鉄インプレスへ譲渡され存続された。
閉園後、遊具等は撤去されほぼ更地となっている。豊浜方面から北上しながらパーク跡を見ると緑が茂ってきているものの、山肌にロープウェイのあった名残を見ることができる。

## 南知多オルゴール博物館
園内に所在したオルゴール博物館「南知多オルゴール博物館」は、内海フォレストパーク閉園後は、別の場所での再開館に向けた準備期間として休館している。
- 正式名称：南知多オルゴール博物館（グラハム ウェッブ記念館）[1]
- 所在地：愛知県南知多町山海高座65-8[1]
- 入館料：1,000円[1]

## 類似したコンセプトのレジャー施設
- 南知多グリーンバレイ - 内海駅の東側と南知多インターチェンジに挟まれた場所（知多半島内陸）に位置し、バンジージャンプや観光農園などが楽しめる。名古屋鉄道や名鉄グループとは一切関係ない。
- あわしまマリンパーク
- 東京ドイツ村
- 秩父ミューズパーク